# Petriș, Vînohradiv
Petriș (în ucraineană Пийтерфолво, transliterat: Pîiterfolvo, în maghiară Tiszapéterfalva) este localitatea de reședință a comunei Petriș din raionul Vînohradiv, regiunea Transcarpatia, Ucraina.

## Demografie
Componența lingvistică a localității Petriș
     Maghiară (96,08%)
     Ucraineană (3,47%)
     Alte limbi (0,4%)
Conform recensământului din 2001, majoritatea populației localității Petriș era vorbitoare de maghiară (96,08%), existând în minoritate și vorbitori de ucraineană (3,47%).